# موزه‌های مشهد
موزه مرکزی آستان قدس رضوی
هدف از ایجاد این مرکز فرهنگی در حرم علی بن موسی‌الرضا غرفه اشیای نفیس و گران بها و نادر بوده که در طی زمان توسط ارادتمندان به اهل بیت، به  مجموعه حرم امام رضا تقدیم شده‌است. این مکان پس از آخرین تغییرات در سال ۱۳۷۸ شمسی افتتاح گردید. موزه جدید هم‌اکنون دارای سیزده موزه با موضوعات مختلف است.
طبقه همکف ساختمان به محل نگهداری و نمایش گنجینه هدایای علی خامنه‌ای اختصاص یافته‌است. این اشیاء توسط شخصیت‌های داخلی و خارجی به خامنه‌ای هدیه شده‌است.
گنجینه‌های آستان قدس رضوی شامل:
- گنجینه قرآن
- گنجینه هدایای مقام معظم رهبری
- گنجینه فرش و منسوجات
- گنجینه نجوم و ساعت
- گنجینه سلاح
- گنجینه تمبر، اسکناس و مسکوکات
- گنجینه مدال
- گنجینه تاریخ مشهد
- گنجینه نقاشی
- گنجینه صدف و حلزون
- گنجینه ظروف
- موزه ملی ملک
- موزه مردم شناسی

موزه بزرگ خراسان رضوی
طراحان موزه بزرگ خراسان رضوی با الهام از نقشه و طرح بنای هارونیه و عمارت خورشید ساختمان موزه بزرگ خراسان رضوی را آغاز نمودند. سنگ بنای اولیه این موزه را شهرداری مشهد پی ریزی شده‌است. مکان این موزه در زمینی به وسعت ۴۹۰۰ متر مربع در بوستان کوهسنگی واقع شده و از پرو‍ژه‌های سازمان میراث فرهنگی، صنایع دستی و گردشگری خراسان رضوی است.
اجرای این طرح در ۱۲ طبقه و زیر بنای تقریبی ۱۸۰۰۰ متر مربع در سال ۸۲ از سوی شهرداری مشهد به سازمان میراث فرهنگی، صنایع دستی و گردشگری خراسان رضوی واگذار شد که در آن بخش‌های مختلفی از جمله فضاهای موزه‌ای متنوع، اتاق پژوهشگران، محل نمایش نمایش دائمی اشیاء، فضای اداری و... پیش‌بینی شده‌است.
موزه مردم‌شناسی رباط ویرانی
این موزه با هدف معرفی جایگاه و اهمیت مشاغل سنتی و بومی مشهد در سال ۱۳۸۵ شمسی در محل رباط ویرانی از بناهای تاریخی دوره تیموری و صفوی ایجاد گردیده‌است. رباط ویرانی بنایی است سرپوشیده که در قرون و سده‌های پیشین در راه کاروان‌رو نیشابور به توس واقع بوده اما امروزه در محور گردشگری مشهد شاندیز در ویرانی ۱۹ واقع است.
موزه علوم و تاریخ طبیعی خراسان
سازمان آموزش و پرورش خراسان رضوی با هدف ارتقای سطح اطلاعات عموم علاقه مندان در سال ۱۳۷۷ شمسی اقدام به تأسیس موزه علوم و تاریخ طبیعی خراسان نمود. بخشی از اشیاء ارزشمند این موزه اهدایی نمونه‌هایی توسط مردم بوده‌است.
موزه علوم زمین
این مکان در وسعتی حدود ۴۵۰ مترمربع در سال ۱۳۸۵ شمسی به بهره‌برداری رسید که از بخش‌های مختلف آن می‌توان به سالن مرکزی با تنوعی از نمونه سنگ‌ها، کانی‌ها، فسیل، مخزن با بیش از هزار نمونه، سالن نمایش فیلم و کارگاه اشاره کرد.
موزه تاریخ طبیعی اداره کل حفاظت محیط زیست خراسان رضوی
پروژه احداث موزه تاریخ طبیعی اداره کل حفاظت محیط زیست خراسان رضوی با مساحت تقریبی ۲۰۰ متر در سال ۱۳۸۷ در محل اداری واقع در بزرگراه وکیل آباد مورد بهره‌برداری قرار گرفت. این مجموعه شامل ۲۲ زیستگاه مصنوعی از جمله منطقه دشتی، کویری تپه ماهوری استپی، کوهستانی جنگلی، باتلاقی، نی زار، خور، آب‌های ساحلی و دریا است که در آن بیش از ۳۰۰ نمونهٔ تاکسیدرمی شده نظیر ۱۷ گونه پستاندار، ۱۱۰۰ گونه پرنده، ۳ گونه خزنده، ۵ نوع سنگواره و ۳۹ تابلو حشرات است.
گنجینه آب
این مکان در سال ۱۳۷۸ ش توسط کارشناسان آب منطقه‌ای خراسان واقع در بولوار سازمان آب افتتاح گردید. هدف از ایجاد چنین مجموعه‌ای آشنایی، بررسی و شناخت سازه‌های آبی قدیمی استان از قبیل شیوه‌های آبیاری سنتی، آداب و رسوم مرتبط با آب در مناطق مختلف، معرفی تکامل و پیشرفت صنعت آب، پل بندها، نحوه عملکرد بخدان‌ها، آب‌انبارها و قنات‌ها و روی هم رفته ارائه اطلاعات و مستندات به علاقمندان است.
موزه مردم‌شناسی حمام مهدی قلی بیک
این موزه در کنار مقبره امیر غیاث الدین ملکشاه در ضلع غربی حرم رضوی واقع شده‌است.
موزه فردوسی و شاهنامه توس
ساختمان این موزه همزمان با بنیان آرامگاه فردوسی در بخشی از محوطه باغ برای چایخانه سنتی طراحی و سپس اجرا گردید. بعدها این بنا به موزه تغییر کاربری داد و در آن اشیاء مرتبط و آثار به دست آمده از توس و روزگار فردوسی برای بازدید فرهنگ دوستان به نمایش گذاشته شده‌است.
موزه آرامگاه نادری
این موزه در محل آرامگاه نادری در چهارراه شهدا مشهد واقع است. فضای وسیع سالن موزه دارای ویترین‌هایی است که در آن بیشتر اقلام جنگی و جنگاوری از عصر افشاریه و قاجار در معرض دید عموم قرار گرفته‌است.
موزه حوضخانه هزاردستان
این مکان با وسعتی معادل ۳۵۰ متر مربع در اواسط راسته بازار جنت واقع گردیده و پیش از تغییر کاربری به حوضخانه بخشی از یک خانه مسکونی در محله قدیمی سراب قرار داشته‌است. هدف از ایجاد چنین فضای سنتی ارائه و بازشناخت فرهنگ غنی ایرانی اسلامی به گردشگران داخلی و خارجی و زائران آرامگاه رضا است.